# Холлер, Альфред
Альфред Холлер (нем. Alfred Holler; 5 сентября 1888, Крефельд, Германия — 18 декабря 1954, Эйпен, Бельгия) — немецкий живописец, пейзажист и гравер.

## Биография
С 1906 по 1908 год обучался в Дюссельдорфской школе прикладных искусств под руководством профессора Петера Беренса (1868—1940). Позже посетил столицу Франции и некоторое время учился в парижской академии художеств — «Académie des beaux arts» (1908—1910), затем в Карлсруэ у профессора Юлиуса Бергмана. В 1911—1913 годах — ученик художника-пейзажиста Людвига Диля.
Много работал в Айфеле.
По приглашению своего друга студенческих лет Вальтера Офея в 1910 году переехал в Бельгию в г. Эйпен, где в 1917 году женился и работал до самой смерти.
Во время Второй мировой войны Альфред Холлер служил и работал в качестве военного художника в Вильнюсе. Именно там возникла его любовь к архитектуре старого города, его узким улочкам, неброской красоте литовской столицы.
Художник писал как акварели, так и полотна масляной краской, делал рисунки углём и свинцовым карандашом, создавал гравюры и офорты.
Холлер является одним из представителей импрессионистского реализма.

### Награды
За свои работы был удостоен высоких награды Бельгии:
- 1934 — рыцарь ордена Короны,
- 1954 — рыцарь ордена Леопольда II.